# Горно Кратово
Горно Кратово (на македонска литературна норма: Горно Кратово) е село в източната част на Северна Македония, община Кратово.

## География
Горно Кратово е малко село, разположено на 3 километра североизточно от общинския център град Кратово в западните склонове на Осогово.

## История
В османски данъчни регистри на немюсюлманското население от вилаета Кратова от 1618-1619 година селото е отбелязано под името Горна Кратова с 21 джизие ханета (домакинства). Списък на селищата и на немюсюлманските домакинства в същия вилает от 1637 година сочи 25 джизие ханета в Горно Кратова.
В XIX век Горно Кратово е малко изцяло българско село в Кратовска кааза на Османската империя. Според статистиката на Васил Кънчов („Македония. Етнография и статистика“) от 1900 г. Горно Кратово има 280 жители, всички българи християни.
Според патриаршеския митрополит Фирмилиан в 1902 година в Горне Кратово има 15 сръбски патриаршистки къщи. След Илинденското въстание в 1904 година по-голямата част от селото минава под върховенството на Българската екзархия. По данни на секретаря на екзархията Димитър Мишев („La Macédoine et sa Population Chrétienne“) през 1905 година в Горно Кратово (Gorno Kratovo) има 320 българи екзархисти и 64 българи патриаршисти сърбомани и в селото работят българско и сръбско училище.
При избухването на Балканската война в 1912 година 20 души от Горно Кратово са доброволци в Македоно-одринското опълчение. След Междусъюзническата война в 1913 година селото остава в Сърбия.
Според преброяването от 2002 година селото има 27 жители.

## Личности
Родени в Горно Кратово
- Ампо Митев, български революционер от ВМОРО, действал в Кратовско в 1914 година[9]
- Арсо Арексов (Алексиев), македоно-одрински опълченец, Нестроева рота на 10 прилепска дружина, 4 рота на 11 сярска дружина, щаб на 3 бригада[10]
- Игнат Трайков (1861 – след 1943), български революционер от ВМОРО, македоно-одрински опълченец[11]
- Илиан Трайков, български революционер от ВМОРО, четник на Богдан Георгиев[12]
- Саздо Стоянов, български революционер от ВМОРО, действал в Кратовско в 1914 година[9]
- Спиро Миялков, български революционер от ВМОРО, действал в Кратовско в 1914 година[13]
- Стоян Леков (? – 1924), български революционер